# Dzieje cywilizacji w Polsce
Dzieje cywilizacji w Polsce – cykl dwunastu prac Jana Matejki.
Zbiór ten, powstały w latach 1888–1889, stanowi prezentację najważniejszych wydarzeń historycznych narodu polskiego, od początku czasów piastowskich do końca I Rzeczypospolitej.

## Obrazy w cyklu
| Nr  | Tytuł                                                                              | Ilustracja |
| --- | ---------------------------------------------------------------------------------- | ---------- |
| 1.  | Zaprowadzenie chrześcijaństwa                                                      |            |
| 2.  | Koronacja pierwszego króla                                                         |            |
| 3.  | Przyjęcie Żydów                                                                    |            |
| 4.  | W Łęczycy pierwszy sejm – Spisanie praw – Ukrócenie rozbojów                       |            |
| 5.  | Klęska Legnicka – Odrodzenie                                                       |            |
| 6.  | Powtórne zajęcie Rusi – Bogactwo i oświata                                         |            |
| 7.  | Założenie Szkoły Głównej przeniesieniem do Krakowa ugruntowane                     |            |
| 8.  | Chrzest Litwy                                                                      |            |
| 9.  | Wpływ Uniwersytetu na kraj w wieku XV – Nowe prądy – Husytyzm i Humanizm           |            |
| 10. | Złoty wiek literatury w XVI wieku – Reformacja – Przewaga katolicyzmu              |            |
| 11. | Potęga Rzeczypospolitej u zenitu – Złota wolność – Elekcja                         |            |
| 12. | Konstytucja 3 maja – Sejm Czteroletni – Komisja Edukacyjna – III rozbiór R.P. 1795 |            |

## Czytaj też
- Ewa Suchodolska; Marek Wrede; Jan Matejko (1998). Jana Matejki Dzieje cywilizacji w Polsce. Zamek Królewski w Warszawie. ISBN 978-83-7022-093-8.